# Ptychophallus coastaricensis
Ptychophallus coastaricensis is een krabbensoort uit de familie van de Pseudothelphusidae. De wetenschappelijke naam van de soort is voor het eerst geldig gepubliceerd in 1974 door Villalobos.